# Breakdance

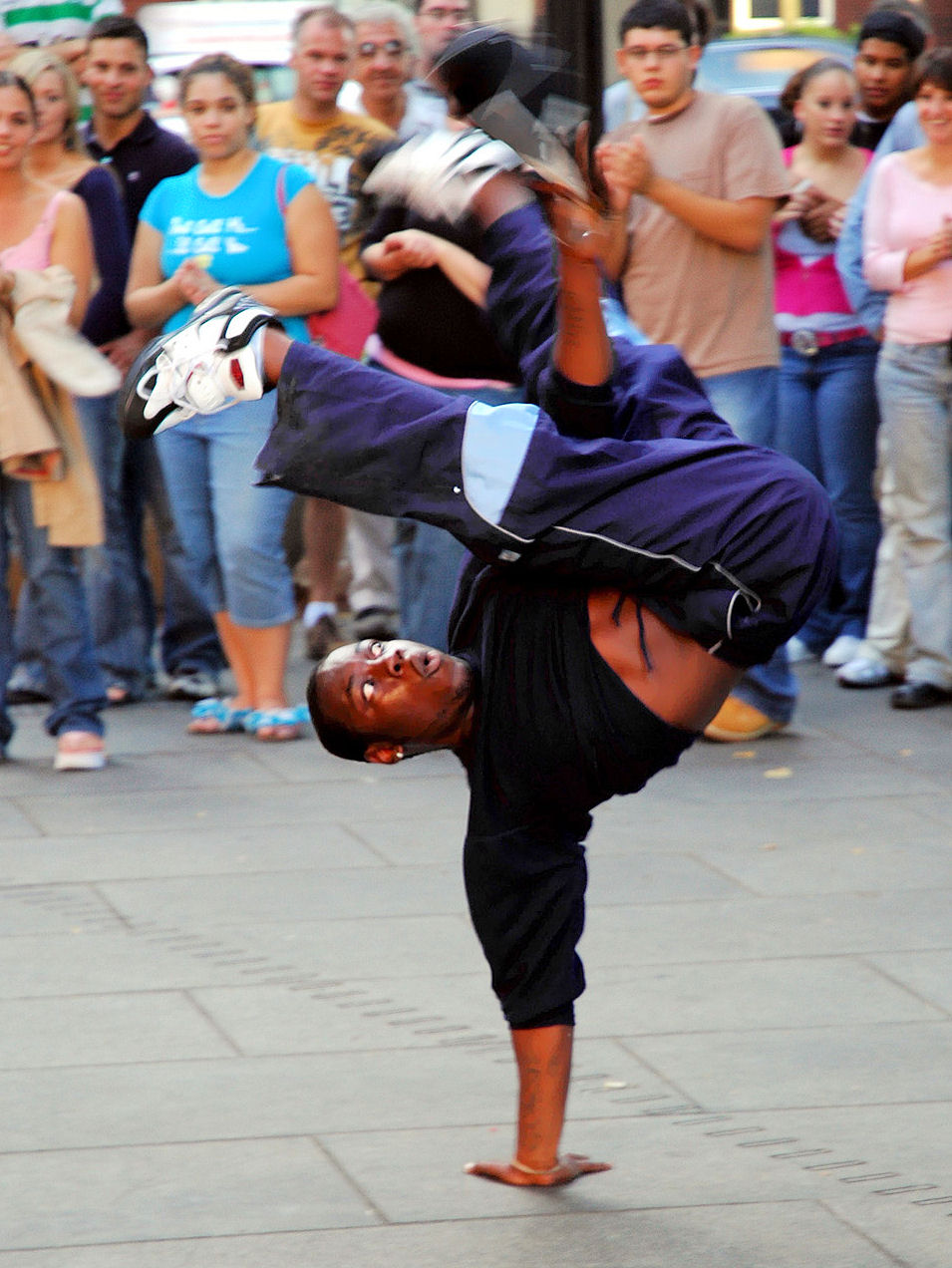
Breakdance ist ein Grundelement der Hip-Hop-Subkultur, der ursprünglich mehrheitlich Afroamerikaner angehörten

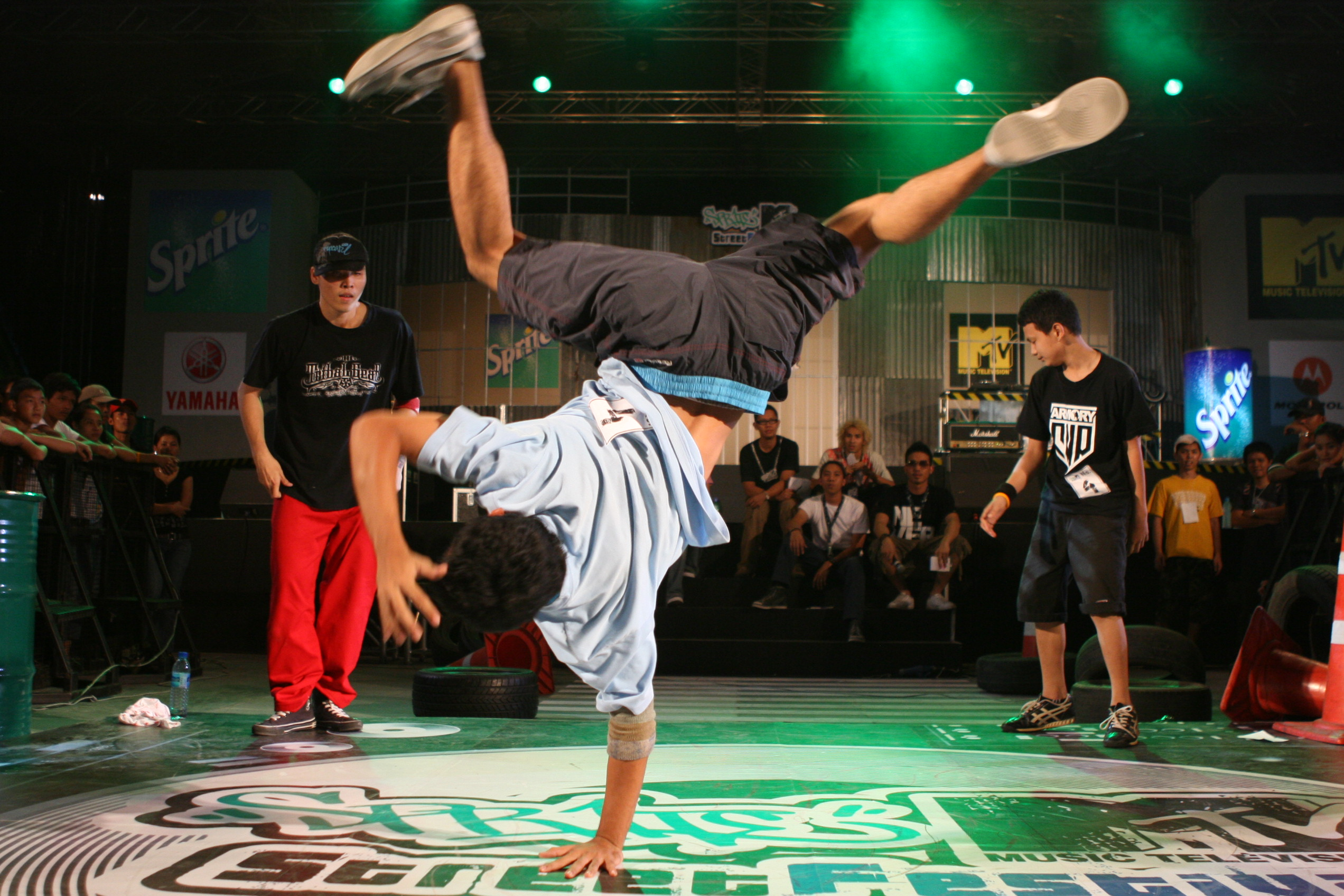
Ein Air Freeze auf dem MTV Street Festival, Thailand

Breakdance, Breaking, B-Boying bzw. B-Girling ist eine ursprünglich auf der Straße getanzte Tanzform, die als Teil der Hip-Hop-Bewegung unter afroamerikanischen Jugendlichen in Manhattan und der südlichen Bronx im New York der frühen 1970er Jahre entstanden ist. Getanzt wird zu Pop, Funk oder Hip-Hop.
Für viele Jugendliche bot B-Boying/B-Girling, wie es in den 1970er und frühen 1980er Jahren genannt wurde, eine Alternative zur Gewalt der städtischen Straßen-Gangs. Heute fordert Breakdance eine hohe Disziplin von den Tänzern, die oft über athletische Fähigkeiten verfügen müssen. Breakdance ist heute eine weltweit verbreitete und anerkannte Tanzform. Die Breakdance-Kultur begreift sich als frei von Grenzen der Abstammung, des Geschlechts oder des Alters.

## Terminologie
Der Begriff Breakdance wurde nicht von den Tänzern selbst geprägt, sondern von Medien und Außenstehenden in den 1980er-Jahren erfunden. Die ursprünglichen Bezeichnungen, die in der Hip-Hop-Kultur entstanden, waren Breaking, B-Boying und B-Girling.
Breaking ist mehr als nur ein Tanz. Es ist ein wesentlicher Bestandteil der Hip-Hop-Kultur, die in den 1970er-Jahren in der Bronx, New York, entstand. Der Begriff Breakdance wird als Vereinfachung angesehen, die die kulturelle Tiefe und den Ursprung der Bewegung nicht angemessen widerspiegelt. Tänzer bezeichnen sich selbst als B-Boys oder B-Girls bzw. Breaker, nicht als Breakdancer. Das „B“ stand dabei anfangs für Bronx, heute aber hauptsächlich für Break oder auch Beat bzw. Breakbeat. Break bezieht sich dabei auf die musikalischen Breaks, zu denen ursprünglich getanzt wurde.
Bei einigen Battles und Wettbewerben wurde früher auch der Begriff Breakdance verwendet; heute jedoch findet beim Deutschen Tanzsportverband, bei offiziellen Tanz- und Sportveranstaltungen, einschließlich der Olympischen Sommerspiele 2024 und weiterer Meisterschaften, der Begriff Breaking Verwendung. Dies unterstreicht die Bemühungen, die korrekte Terminologie zu etablieren und zu respektieren.

## Entstehungsgeschichte

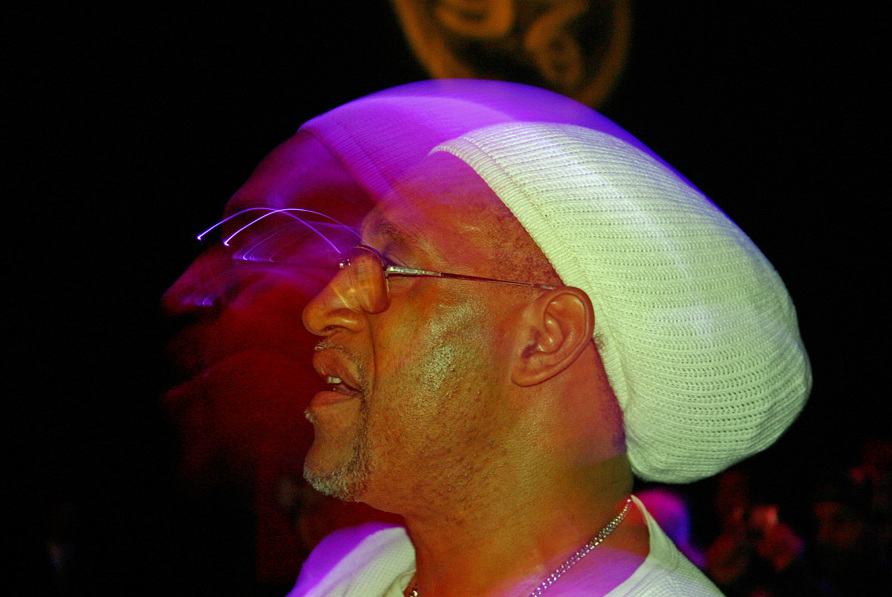
Kool Herc; 2006

### Die Anfänge
Die Wurzeln des B-Boying (so wurde Breakdance ursprünglicherweise genannt) reichen bis nach 1969 zurück. Voraussetzung für die Entstehung des B-Boying war die durch Kriminalität geprägte sozio-ökonomische Lage der Ghettos von New York. Der Tanz war eine Interpretation der Spannung und der Gewalt zwischen den städtischen Straßenbanden. Vorläufer des B-Boying war der nach James Browns Hit Get on the good foot benannte Good Foot Style. Die Tänzer ließen sich auf den Boden fallen, um sich dort zu drehen und passend zur Musik wieder hoch zu springen. Ein weiterer Vorläufer ist der Jazz Dance. Die spätere Bezeichnung B-Boys für die Tänzer – und somit B-Boying für den Tanz – soll auf den damals in New York populären Kool DJ Herc zurückgehen, der die Tänzer B (wie Break)-Boys nannte, weil sie für ihre besonderen Aktionen die von den DJs ausgedehnten Instrumental-Breaks nutzten.
Um 1976 formierten sich die ersten Tanzgruppen, wie beispielsweise die Zulu Kings oder die Rock Steady Crew. Zu diesem Zeitpunkt gewann der Battle als Wettbewerbsformat im B-Boying an Bedeutung. In einem Battle treten zwei Gruppen an, um gegeneinander zu tanzen. Der Battle wurde später zum festen Bestandteil des B-Boying.

### B-Boying wird publik
Die ersten Fotos und damit die ersten Dokumente über das B-Boying überhaupt wurden im Januar 1980 von der Fotografin Martha Cooper aufgenommen. In dem Zusammenhang veröffentlichte Sally Banes am 23. April 1981 den Zeitungsartikel Physical Graffiti: Breaking Is Hard to Do in The Village Voice. Sie schrieb damit den ersten Artikel über B-Boying. 1983 wurde B-Boying mit dem Film Flashdance der breiten Öffentlichkeit vorgestellt und erlangte dadurch innerhalb kürzester Zeit weltweit Bekanntheit. In Europa und Deutschland wurde B-Boying vor allem durch den 1984 veröffentlichten Film Beat Street bekannt.

### Breakdance-Modewelle
Um der breiten Öffentlichkeit das Phänomen B-Boying besser zugänglich zu machen, bezeichneten die Medien den Tanz fortan als Breakdance. So schreibt Niels Robitzky in seiner Autobiographie: Die meisten der […] Namen, denen wir die Hip Hop Elemente heute zuschreiben, stammen jedoch nicht von Leuten aus der Kultur selbst, sondern wurden von den Medien kreiert, um die Kultur besser vermarkten zu können. So wurde Writing zu Graffiti, MCing zu Rapping und B-Boying einfach zu Breakdance gemacht – nicht gerade mit Einverständnis der Künstler selbst. Innerhalb der Szene spricht man daher noch heute vom B-Boying oder B-Girling, um die Ursprünge des Tanzes zu betonen und sich von dem durch die Medien geprägten Begriff Breakdance zu distanzieren. Dass der Tanz zudem in den Medien von nicht-professionellen Tänzern gezeigt wurde (z. B. Eisi Gulp in seiner Sendung Breakdance – mach mit, bleib fit), führte dazu, dass Breakdance in der Öffentlichkeit als ein überwiegend aus Tricks bestehender Tanz wahrgenommen wurde. 1986 endete die Modewelle endgültig. So kam es, dass man bis 1990 mit der Gründung des Battle of the Year durch Thomas Hergenrother nichts mehr von Breakdance oder B-Boying hörte.

### 1990 bis heute
Ab 1990 hat Breakdance zunehmend wieder an Bedeutung gewonnen, sodass es heute in jedem Land der Welt Tänzer gibt. Vor allem in Südkorea, aber auch in anderen Ländern ist es möglich, durch den Tanz seinen Lebensunterhalt zu bestreiten.

## Die verschiedenen Tanzstile

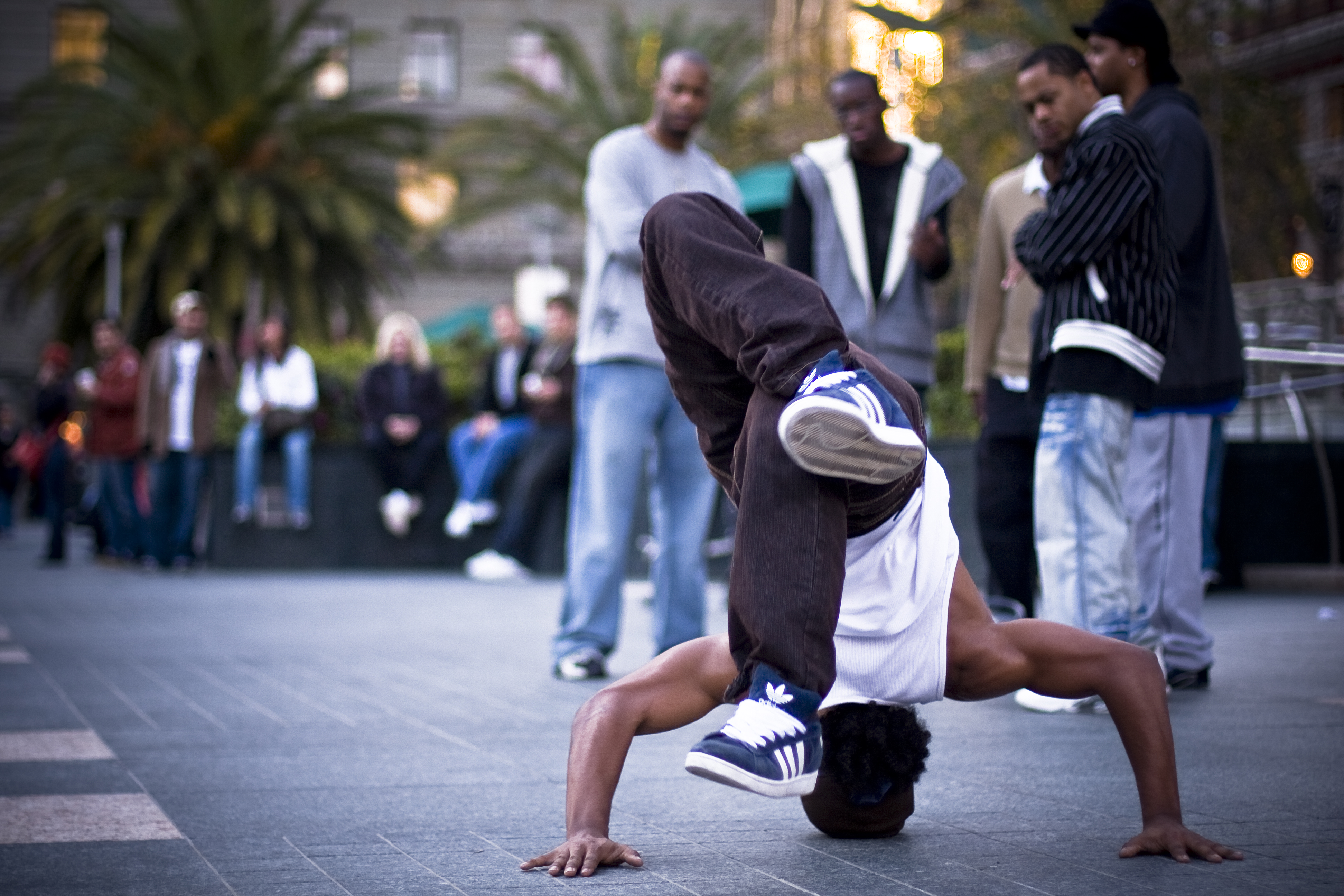
Ein B-Boy im Hollowback.

Die Tänze B-Boying, Locking, Popping und Electric Boogie werden heute fälschlicherweise als Breakdance zusammengefasst. Im eigentlichen Sinne ist Breakdance lediglich ein Synonym für B-Boying.

### B-Boying
Der Erfinder des B-Boying ist unbekannt. Vermutlich ist der Tanz nicht einer einzigen Person zuzuschreiben. Ursprungsort des Tanzes ist New York. In seiner Entstehung wurde der Tanz maßgeblich vom Rocking, diversen James Brown-Tanzschritten, dem Bodenturnen, sowie den damals populären Kung-Fu-Filmen geprägt.
Zu den wesentlichen Elementen des B-Boying zählen
- Top Rocking (das Tanzen im Stehen),
- Footworks (das Tanzen auf dem Boden),
- Freezes (das Verharren in einer möglichst eindrucksvollen Position) und
- Powermoves (das Rotieren auf einer Körperstelle oder entlang einer Körperachse).

Footworks und Freezes werden häufig auch als Styles zusammengefasst. Während der Modewelle in den 1980er Jahren gab es auch den Robot Dance, bei dem man sich (möglichst) roboterhaft bewegte.

Für die Interpretation des Tanzes werden folgende Aspekte beleuchtet:
- Originalität
- Ausführung
- Körpersprache
- Umgang mit der Musik.

### Locking
Als Erfinder des Locking gilt Don Campbell, weswegen der Tanz zu seinen Anfängen auch Campbell-Lock genannt wurde. Entstanden ist der Tanz Anfang der 1970er in Los Angeles. Locking zeichnet sich durch wildes Gestikulieren aus, das dem Imitieren der Bewegungen von Marionetten- oder Comicfiguren nahekommt.

### Popping
Als Erfinder des Popping gilt Boogaloo Sam. Entstanden ist der Tanz Anfang der 1970er in Fresno. Popping zeichnet sich durch kurze und impulsive Bewegungen (sog. Pops) aus, die den Tänzer je nach Ausführung mechanisch erscheinen lassen.

### Electric Boogie
Als Erfinder des Electric Boogaloo oder kurz Electric Boogie gilt „Boogaloo Sam“. Entstanden ist der Tanz zwischen 1977 und 1978 in Fresno. Electric Boogie stellt eine Fusion aus Locking, Popping und dem 1975 ebenfalls von „Boogaloo Sam“ erfundenen Boogaloo Style dar. Die insbesondere Anfang der 1980er Jahre populären „illusionistischen Elemente“ des Electric Boogie waren klassischen Stil-Pantomimen der Schule Marcel Marceaus entlehnt, so Die Treppe, Der Blinde oder Der Marsch gegen den Wind (auf den zum Beispiel auch Michael Jacksons Moonwalk zurückgeht). Dieser Schritt ist eigentlich als Backslide bekannt und wurde von der aus Kalifornien stammenden Crew „The Electric Boogaloos“ entwickelt.

## Elemente des B-Boying

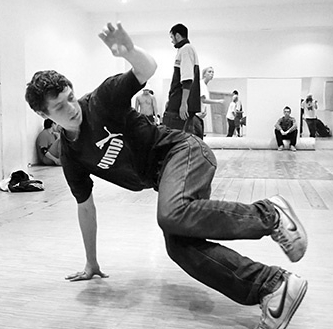
Ein B-Boy im Downrock

### Top Rocking
Top Rocking beschreibt generell das Tanzen im Stand. Eine verwandte Form ist das Brooklyn Rocking/Battle Rocking (Ursprung in Brooklyn, NY): Hierbei „bekämpft“ man den Kontrahenten mit (oft provozierender) Gestik.

### Uprocking
Uprocking entsteht durch drei aggressive Bewegungen gegen den Gegner. Die Bewegungen werden frei gewählt und enden immer am Boden. Mit dem Uprocking kommt man direkt von einem Toprock (Tanzen im Stand) in die Footworks.

### Footworks
Footworks oder Downrocking sind Tanzschritte (Moves) am Boden.
- Six-Step ist der Basis-Schritt für Footworks und damit essentielles Element für jedes Style Set. Variationen sind die weniger verbreiteten „Four-Steps“ und „Eight-Steps“.
- Styles sind Kombinationen aus Footworks und Freezes. Je nach Belieben kann dabei auch auf Freezes verzichtet werden. Wichtig bei einem Style sind vor allem die Originalität des Sets und der Stil, mit dem dieser getanzt wird.
- Legrider – Drehung um die eigene Achse auf einem Bein bzw. Knie.

### Freezes

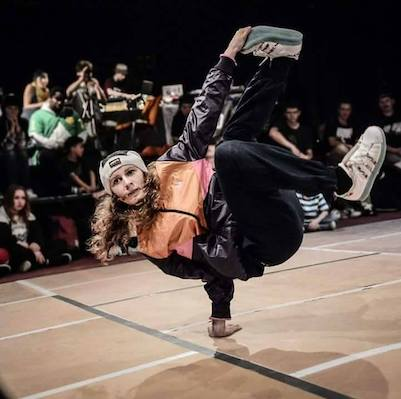
Airchair, ausgeführt von B-Girl Alessandrina

Freezes sind Posen, die der Tänzer einnimmt, indem er kurz in der Bewegung verharrt und dabei eine möglichst eindrucksvoll aussehende Figur macht. Damit schließt er seine Abfolge von Tanzschritten (Set) ab oder betont bestimmte Abschnitte in der Musik.
- Baby Freeze/Turntable-Position – Der Basis-Freeze. Der Tänzer steht dabei horizontal mit einer Hand auf dem Boden. Der Ellbogen der Standhand befindet sich in der Beckengegend.
- Air chair – Wie Baby Freeze, nur ist der Ellbogen am Rücken. Wegen des hohen Grads an Gelenkigkeit einer der schwierigsten und ästhetischsten der Freezes.
- Air Freezes – Der Air Freeze ist im Prinzip ein Handstand auf einem Arm. Die Körperlage kann dabei variieren. Bspw. kann der Rücken zum Boden zeigen, aber auch die Seite. Einen Air Freeze, der besonders horizontal gehalten wird, nennt man auch Flag.
- Hollowback: Ein Handstand, bei dem versucht wird, die Beine hinter dem Rücken so weit wie möglich zu Boden zu bringen. Anders ausgedrückt: Eine Brücke, wobei die Füße nicht den Boden berühren.

### Powermoves

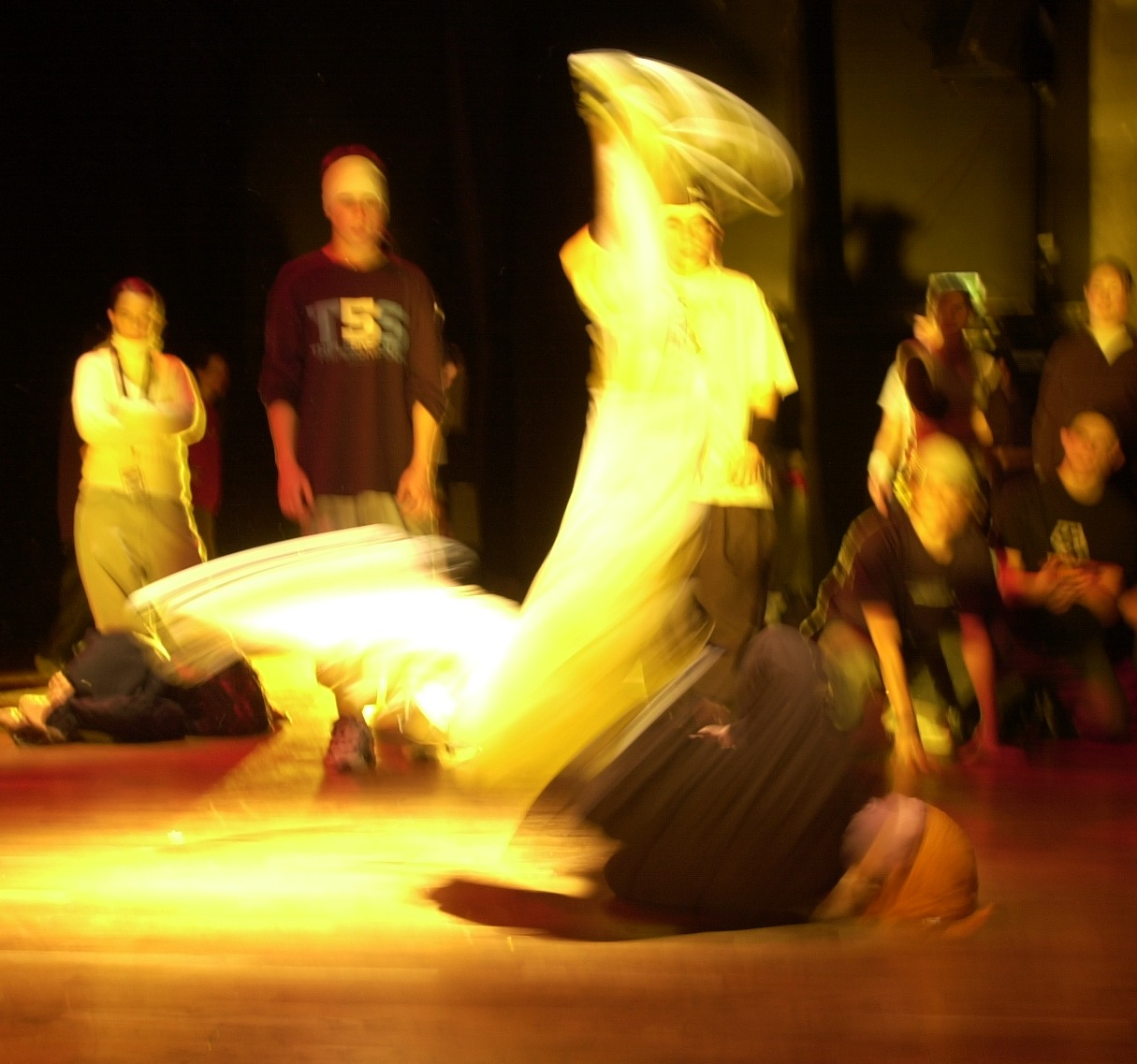
Momentaufnahme einer Windmill

Momentaufnahme eines Flare

Powermoves sind akrobatische Elemente, die meist – aber nicht zwingend – Drehungen um beliebige Achsen einschließen. Die wichtigsten sind:
- Backspin – Der erste Powermove überhaupt (vorher existierten nur Top- und Downrocks). Vom Prinzip her auch der einfachste. Man dreht sich auf dem Rücken.
- Head Spin – das Rotieren auf dem Kopf.
- Swipes – man steht auf Händen und Beinen am Boden mit dem Rücken nach unten und springt um seine Körperachse, wobei das Bein, das Schwung holt, den Boden nie berührt.
- Airtwist, Twist oder Airflare – ist eine volle Umdrehung um die eigene Körperachse. Dabei steht man in einem schrägen Handstand und springt eine Umdrehung in der Luft, um wieder auf den Händen zu landen. Eine Variation des Airtwist ist der Elbow Track oder Elbow Twist, bei dem dieselbe Bewegung auf dem Ellbogen, anstelle der Hand gemacht wird.
- Ninety Niners – eine Rotation auf einer Hand im einhändigen Handstand
- Two Thousand – wie Ninety Niners nur, dass man auf beiden Händen genau unter dem Kopf dreht.
- Turtle – Der Tänzer befindet sich in der Turntable-Position und rotiert seinen Körper, indem er von Arm zu Arm wechselt.
- Windmills – Liegende Drehung um die eigene Achse, während die geöffneten Beine den Boden nicht berühren. Die Drehung erfolgt auf Schultern und oberem Rücken.
- Flare – ist die gleiche Bewegung wie Flanken beim Turnen. Die gespreizten Beine umkreisen den sich auf den Händen haltenden Tänzer in geschwungener Weise.[7]

Die Gewichtung der Elemente ist dem Künstler überlassen. Die Jury des „Battle of the Year“ hat hierzu allerdings Richtlinien.

## Breakdance-Wettkämpfe

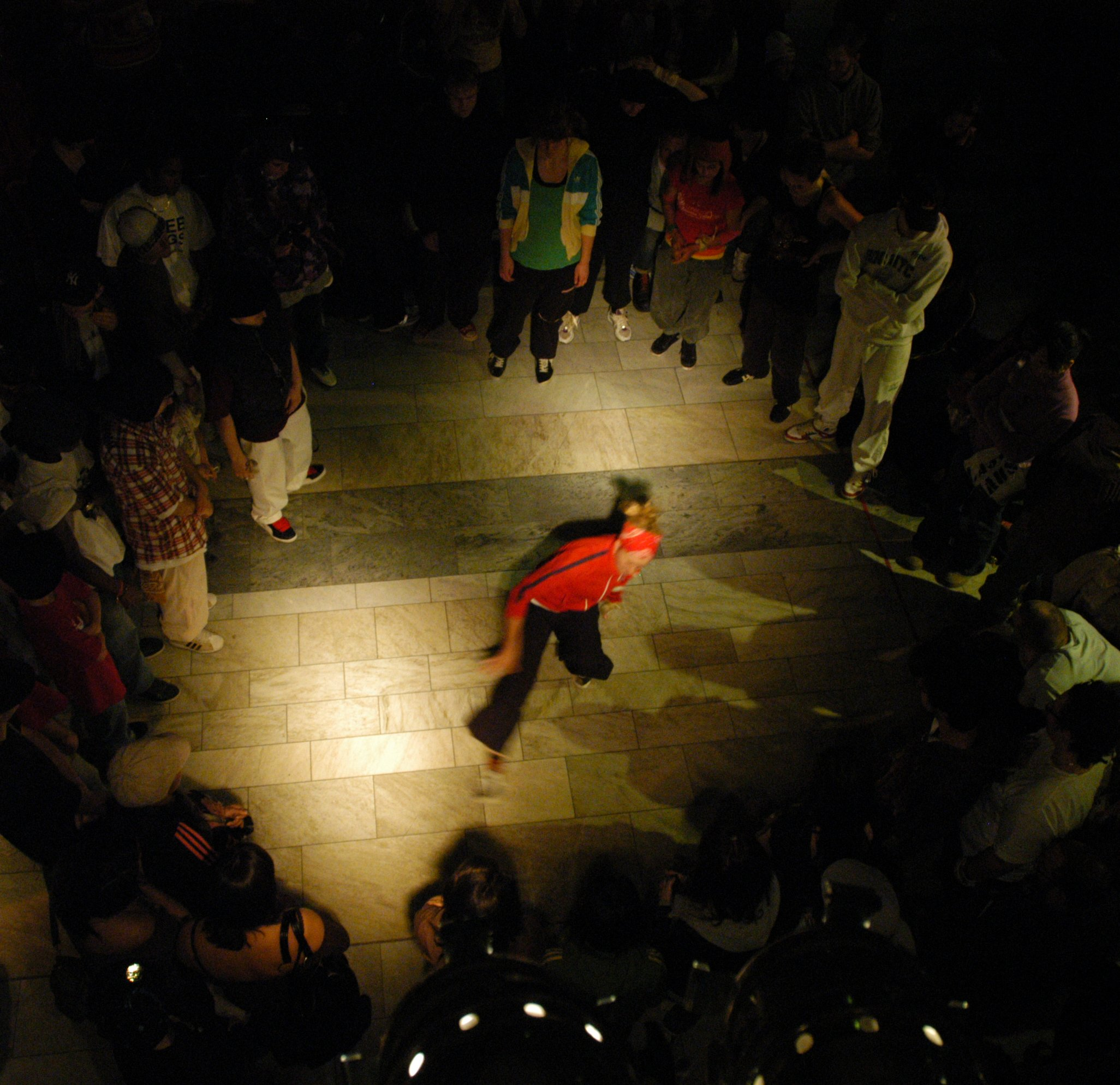
Ein für Veranstaltungen typischer Circle (Tanzkreis)

Bei sogenannten Breakdance-Battles treten einzelne Tänzer oder ganze Teams gegeneinander an, um ihre Fähigkeiten unter Beweis zu stellen. In abwechselnder Reihenfolge gilt es, den gegenüberstehenden Kontrahenten durch die eigene Darbietung zu übertrumpfen. Es gibt Verhaltensregeln während des Wettbewerbs. So führt z. B. das absichtliche Berühren des Gegners in den meisten Fällen zur Disqualifikation des Tänzers. Bei organisierten Wettkämpfen entscheidet eine Wertungsgericht über den Sieger, welches zumeist selbst aus ehemaligen Tänzern besteht. International und national ausgetragene Wettkämpfe erfreuen sich immer größerer Beliebtheit, vor allem das weltweite BOTY. Oft werden in Kombinationen mit anderen Elementen des Hip-Hop, wie z. B. Rap oder Graffiti, Outdoor-Events organisiert, die große Zuschauermengen anziehen.

### Battle of the Year
Der größte internationale Breakdance-Wettbewerb der Welt ist der Battle of the Year, kurz BOTY. Er wird jedes Jahr in Braunschweig mit Mannschaften aus der ganzen Welt ausgetragen. Dabei wird höherer Augenmerk auf die Show einer Gruppe gelegt. Das BOTY ist in diesem Sinn kein normaler Breakdance-Wettbewerb, da alle Gruppen eine Show zeigen und nur die vier erstgereihten Crews gegeneinander battlen. Zu dem BOTY International gibt es Vorausscheidungen, die weltweit durchgeführt werden und auch vom BOTY-Team in Deutschland organisiert werden. Die Gewinner dieser Vorentscheidungen reisen dann, mit finanzieller Abgeltung der Reisekosten, nach Deutschland zum BOTY International.

### IBE
Zu einem der wichtigsten internationalen Battles ist mittlerweile das IBE (International Breakdance Event) herangewachsen. Es fand zunächst jährlich in Rotterdam statt. Zumeist werden die Tänzer in Gruppen eingeteilt, z. B. „US BBoys“ oder „Korean BBoys“. 2006 pausierte das Event für zwei Jahre. Seit 2008 findet es in limburgischen Heerlen statt, so auch im August 2013.

### FloorWars und FloorWars Germany
Die FloorWars ist ein internationales Battle in Dänemark. Hier versammeln sich B-Boys aus der ganzen Welt. Die FloorWars Germany ist ein offizieller Vorentscheid für die Veranstaltung in Kopenhagen. Zugelassen werden Crews aus Deutschland, Österreich und der Schweiz. Die Veranstaltung findet jedes Jahr im Zeitraum Januar bzw. Februar statt.
Organisiert wird die Veranstaltung durch einen Verein in Köln. Die Organisation ist nicht an finanziellem Profit interessiert, sondern hat sich als Ziel ein interkulturelles Zusammentreffen der Breaker gesetzt. Im Mittelpunkt steht ein gemeinsames Zusammentreffen unter Freunden.

### Olympische Jugendspiele 2018 und Olympische Spiele 2024
Das organisatorische Team der Olympischen Jugendspiele 2018 beschloss gemeinsam mit dem IOC, dass Breakdance Teil des Programmes für die Spiele in Buenos Aires sein werde. Es traten schließlich zwölf Athleten pro Geschlecht an. Neben einem Wettbewerb für Frauen und einem für Männer wurde auch ein gemischter Wettbewerb ausgetragen.
Im Dezember 2020 wurde entschieden, Breakdance ins Programm der Olympischen Sommerspiele 2024 in Paris aufzunehmen. Nach Eistanz bei den Olympischen Winterspielen, wurde damit zum ersten Mal ein Sommertanzsport in den olympischen Veranstaltungsplan aufgenommen. Es gab je einen Wettbewerb für Männer und für Frauen. Zu den ersten Olympiasiegern kürten sich der Kanadier Philip Kim alias Phil Wizard und die Japanerin Ami Yuasa. Kritisiert wurde im Anschluss nicht nur der Qualifikationsprozess, durch den zahlreichen in der Szene renommierten Athleten die Teilnahme verwehrt worden sei. Auch die Darbietung der Australierin Rachael Gunn wurde als problematisch bewertet, da sie medial dem Breakdance geschadet habe. Seit September 2024 führt Gunn allerdings aufgrund einer umstrittenen Berechnung die Weltrangliste im Breakdance an. Breakdance wird bei den Olympischen Sommerspielen 2028 in Los Angeles nicht mehr dargeboten.

### Enter the Circle
Enter The Circle wurde 1998 in Kiel gegründet und ist eine der ältesten Jams und der größte B-Boy-Battle Norddeutschlands. Die Veranstaltung findet zwei Mal im Jahr (Kiel und Hamburg) statt.

### Weitere Wettbewerbe
Weitere Breakdance-Wettbewerbe sind Freestyle Session, Mighty 4, Redbull Beat Battle, Redbull BC One, B-Boy Summit, UK B-Boy Championships, und World B-Boy Championships, sowie das R-16 in Korea. Daneben veranstaltet auch die International Dance Organization regelmäßig Breakdance-Turniere. Vor allem in den USA gibt es des Öfteren große Outdoor-Events.

## Weibliche Präsenz in der Breakdance-Szene
Ähnlich wie in anderen Hip-Hop-Subkulturen – etwa Graffiti, Rap und DJing – wird Breaking größtenteils von der Männerwelt dominiert. Dies bedeutet jedoch nicht, dass weibliche Breaker, die sogenannten B-Girls, nicht unsichtbar sind oder gar nicht existieren. Frauen, wie Daisy Castro (auch bekannt unter dem Namen „Baby Love“ als einzige Frau der Gruppe „Rock Steady Crew“) bezeugen, dass Frauen schon seit den Anfängen des Breaking aktiv sind. Kritiker argumentieren, dass es nicht gerecht sei, diese Ungleichheiten pauschal zu beurteilen, da Frauen eine immer größer werdende Rolle in der Breakdance-Szene spielen.
Einige sehen die mangelnde mediale Aufmerksamkeit als Hindernis. Dem stimmt auch das Vollzeit-B-Girl Firefly in einem Beitrag der BBC zu: „Es wird immer beliebter. Es sind deutlich mehr Mädchen involviert. Das Problem ist, dass die Veranstalter nicht genug reine Frauenkämpfe organisieren.“ Zusätzlich zeigt sich ein wachsendes Interesse daran, das traditionelle Bild von Frauen in der Hip-Hop-Kultur – und damit auch der Breakdance-Szene – zu verändern und Frauen eine positivere, stärkere Rolle in der modernen Hip-Hop-Szene zuzugestehen.
2018, wurde das japanische B-Girl Ami der B-Girl-Weltchampion des Red Bull BC One gekrönt. Obwohl B-Girl Ayumi bereits 2017 als Teilnehmerin zur Meisterschaft eingeladen worden war, wurde 2018 erstmals eine eigene 16-B-Girls-Kategorie als offizieller Teil des Hauptevents eingeführt.